# Nnenna Okore
Nnenna Okore (Nsukka, 1953) è un'artista nigeriana.
È emersa come uno dei principali artisti della sua generazione. Ha vinto numerosi premi internazionali e le sue opere sono presenti in diverse collezioni in Europa, Africa e Stati Uniti d'America.

## Biografia
Cresciuta a Nsukka, in Nigeria, nel 1999 ha conseguito la laurea con lode in Pittura presso l'Università della Nigeria. Fra il 2004 e il 2005 ha ottenuto un Master of Arts e successivamente anche un Master of Fine Arts in scultura presso l'Università dello Iowa. Artista di fama internazionale, ha fatto carriera anche nel campo dell'insegnamento ed attualmente è professore associato e presidente del dipartimento di arte presso la North Park University di Chicago.

## Opere
Il lavoro di Nnenna Okore ruota intorno al concetto di riciclaggio: l'artista riutilizza e trasforma oggetti di scarto in elaborate sculture ed installazioni con tecniche manuali che comprendono la tessitura, la cucitura, la tintura, apprese guardando i suoi compatrioti nigeriani svolgere le proprie attività quotidiane.
Predilige materiali biodegradabili quali vecchi giornali, carta, filati, caffè, amido, argilla per creare forme organiche e astratte, ispirate in gran parte da texture, colori e paesaggi africani.

## Filosofia di lavoro
L'artista si dichiara attratta dai fenomeni naturali, dal processo di invecchiamento e di decadenza che inevitabilmente aggredisce ogni creatura vivente e perfino ogni materiale inorganico. Con le sue opere intende portare avanti una riflessione sulla precarietà dell'esistenza e sulle possibilità di migliorare e preservare l'ambiente.

## Mostre personali (selezione)
2011
- Nnenna Okore: New Works, Herron School of Art and Design Gallery, University of Indiana, Indianapolis, USA. *Shokoloko, Craft Alliance, St. Louis, USA.
- Rush, Skidmore College Gallery, New York, USA.
- Metamorphoses, October Gallery, London, UK.
- Torn Apart, David Krut Projects, New York, USA.
- On The Edge, Dittmar Memorial Gallery, Northwestern University, Evanston, USA.

2010
- Life After, Noyes Art Center, Evanston, USA.
- Textile, Blachere Fondation Art Center, Apt, France.
- Recovered Energies, Bekris Gallery, San Francisco, USA.
- Absurd Beauty, Northeastern Illinois University Art Gallery, Chicago, USA.

2009
- Anyanwu, Carl A. Fields Center Gallery, Princeton University, USA.
- Strings and Patterns, Viberto University Gallery, La Crosse, USA.
- Twisted Ambience, Chicago Cultural Center, USA.
- Of Earth....Barks and Topography, Goethe Institut, Lagos, Nigeria

2008
- Ulukububa-Infinite Flow, October Gallery, London.
- Moonlight Tales, Tall Grass Association, (Chicago) Park Forest, USA.
- Affrika West, Oriel Mostyn Gallery, Llandudno, UK.

2007
- Reflection: A Nigerian Experience, Contemporary African Art Gallery, New York City, USA.
- Sub-consciousness, Adam Hall Gallery, Wheaton College, Wheaton, USA.

2006
- Betwixt and Between, Carlson Gallery, North Park University, Chicago, USA.
- Trans-figuration, Robert F. DeCaprio Art Gallery, Moraine Valley Community College, USA.

2005
- Paper to Paper, Armature Art Gallery, University of Iowa, USA.

2004
- Accumulations, Arts Iowa City, Iowa City, USA.

2003
- Re-presented, Armature Gallery, University of Iowa, USA.

2002
- Beyond the Lines, Didi Museum, Lagos, Nigeria.

2001
- Metaphors, Alternative space, Lagos, Nigeria.

## Mostre collettive (selezione)
2011
- Environment and Object in Recent African Art, Anderson Gallery, Virginia Commonwealth University, Richmond, USA.
- Transcending Integration, Baltimore Clayworks, Baltimore, USA.
- Environment and Object in Recent African Art, Tang Museum, Skidmore College, New York City, USA.

2010
- Scratch, presented by Sakshi Gallery at Latit Kala Akademi, New Delhi, India.
- (Re-) Cycles of Paradise, UN COP16, Cancun, Mexico.
- 29th Sao Paulo Biennial, Sao Paulo, Brasil.
- Textile, Blachere Fondation Art Center, Apt, France.

2009
- (Re-) Cycles of Paradise, in association with the UN COP15, Copenaghen, Denmark.
- In Progress, Group show at Calson Tower Gallery, North Park University, Chicago, USA.
- Common Ground, Bekris Gallery, San Francisco, USA.
- Chance Encounters- touring exhibition, Sakshi Gallery, Taipei, Taiwan.
- Trash Menagerie, Peabody Essex Museum in Salem, USA.
- Paper to Pulp, HC Center for the Arts, Ellicott City, USA.
- Transvangarde, October Gallery, London.
- Chance Encounters, Sakshi Gallery, Mumbai, India.
- Object of A Revolution, Galerie Dominique Fait, Paris.
- Trace/Memory, Evanston Art Center, Evanston, USA.

2008
- Afganza Africa, October Gallery, London.
- Affrika West, Galeri Artspace, Caernarfon, UK.
- Channel4 Art Exhibition, Channel4/Art4 Gallery, London.
- Second Lives: Remixing the Ordinary, Museum of Art and Design, New York City, USA.
- Refabrication, by Nnenna Okore, Linda Gordon, and Kirstin Demer. Carlson Gallery, North Park University, USA.
- Clay and Fibre, Woman Made Gallery, Chicago, USA.
- Joburg Art Fair, (sponsored by October Gallery) Sandton Convention Center, Johannesburg, SA.
- Trading Spaces, Binghamton University, USA.

2006
- African Contemporary Art Exhibition, Dakar Biennale, Senegal.

2005
- Twelfth SOFA International Exposition, Chicago, USA.
- 8th International Open Exhibition, Woman Made Gallery, Chicago, USA.

2003
- Migrations, Legion Arts CSPS, Cedar Rapids, USA.
- Units, Legion Arts CSPS, Cedar Rapids, USA.

2002
- New Works, Armature Gallery, University of Iowa. Curator: Thomas Aprile, Professor of Art, University of Iowa, USA.

2001
- New Energies, Nimbus Gallery and Mydrim Gallery, Lagos, Nigeria Curator: Prof. El Anatsui, University of Nigeria.

## Conferenze e Workshop
2011
- Visiting Artist, Virginia Commonwealth University, Richmond, USA.
- Visiting Artist, Herron school of Art and Design, University of Indiana, Indianapolis, USA.
- Guest Artist, Tang Museum, Skidmore College, New York, USA.

2010
- Guest Artist, San Francisco Art Institute, San Francisco, USA.
- Visiting Artist, Peabody Essex Museum, Salem, USA.
- Visiting Artist, Northeastern Illinois University, Chicago, USA.

2009
- Guest Artist, Chicago Cultural Center, Chicago, USA.
- Guest Artist, Princeton University, Princeton, USA.
- Guest Artist, Viterbo University, La Crosse, USA.
- Guest Artist, Time Line Lecture series, Museum of African Art, New York City, USA.

2008
- Visiting Artist, University of Wisconsin, Madison, USA.

## Pubblicazioni
- Nnenna Okore, Polly Savage, “Nnenna Okore: ulukububa: infinite flow”, October Gallery, 2008.
- Nnenna Okore, “Reclaiming the waste”, University of Iowa, 2004.
- Nnenna Okore, ”Exploring space”, University of Iowa, 2005

## Collezioni
- Newark Museum, New Jersey, USA
- Jean Paul Blachere Fondation, France
- Indianapolis Art Center, Indianapolis, USA
- Royal Collections, Abu Dhabi, UEA
- Art House Contemporary Limited, Nigeria
- Channel 4, London, UK
- Renaissance Capital, Moscow, Russia
- Daraja Art Foundation, London, UK

## Premi e riconoscimenti
- Artist-in-residence/Teaching Fellowship, Skidmore College, New York, USA. (2011)
- Artist Residency, Jean Paul Blachere Foundation, Apt, France. (2010)
- Artist-in-residence, Peabody Essex Museum, Salem, USA. (2010)
- North Park University Faculty Project Grant, USA. (2008)
- Residency at Instituto Rural de Arte Hoz del Jucar, Spain. (2007)
- Artist Full Fellowship at Global Art Village, Delhi, India. (2007)
- Residency at Skowhegan School of Painting and Sculpture, USA. (2007)
- UNESCO-Aschberg Fellowship for Artists (Gruber Jez Foundation, Mexico). (2007)
- Red Gate Residency, Beijing, China. (2006)
- North Park University Research Award, USA. (2005)
- SFAI Residency, Santa Fe Art Institute, USA. (2005)
- Graduate Assistantship, University of Iowa, USA. (2005)
- Emma McAllister Novel Scholarship, University of Iowa, USA. (2004)
- Teaching Assistantship, University of Iowa, USA. (2002-2005)
- Valedictorian (Fine Arts), University of Nigeria, Nsukka, Nigeria. (1999)
- First prize, UNIFEM Women's Art Contest, Lagos, Nigeria. (1994)
- First prize, UNICEF African Child's Day Art Contest, Mbabane, Swaziland. (1993)